# Unknown Rooms: A Collection of Acoustic Songs
Unknown Rooms: A Collection of Acoustic Songs (с англ. — «Непознанные комнаты: Сборник акустических песен») — сборник американского автора-исполнителя Челси Вулф, выпущенный 16 октября 2012 года лейблом Sargent House. Звучание альбома является более фолк-ориентированным, в отличие от её предыдущих работ, в которых основное внимание уделялось гудящим электрогитарам и дисторшену.
Unknown Rooms — это первый альбом Вулф, попавший в американские чарты.

## Об альбоме
Как только Вулф подписала контракт с лейблом Sargent House, базирующимся в Лос-Анджелесе, они предложили ей переиздать кое-что из своей старой акустической музыки, которая «бродила по Интернету» и так и не увидела широкого распространения. Большинство из них — это песни, над которыми Вулф работала в течение нескольких лет, но это полностью обновлённые записи, за исключением двух цифровых бонусных песен, которые являются оригинальными записями.
Песня «Boyfriend» является кавером на песню Карлоса Рене Айалы, а также была написана Беном Чисхолмом, коллегой Вулф по группе.

## Выпуск
28 июля 2012 года состоялась премьера первого сингла «The Way We Used To» на канале NPR. 20 сентября состоялась премьера второго сингла «Appalachia» на канале The Fader.
9 октября 2012 года альбом стал доступен для бесплатной трансляции через SoundCloud, после того как его утечка произошла месяцем ранее.
25 января 2013 года в сотрудничестве с Converse и журналом Decibel было выпущено музыкальное видео на песню «Flatlands».

## Отзывы критиков
| Оценки критиков      | Оценки критиков |
| Источник             | Оценка          |
| -------------------- | --------------- |
| Consequence of Sound | [ 15 ]          |
| Pitchfork Media      | 7.7/10.0        |
| Tiny Mix Tapes       | [ 16 ]          |
| AllMusic             | [ 17 ]          |

Unknown Rooms был встречен положительными отзывами музыкальных критиков; на сайте Metacritic альбом получил среднюю оценку в 73 балла на основе 8 рецензий, что указывает на «в целом благоприятные отзывы».
Джейсон Грин из Pitchfork Media оценил альбом на 7,7 балла, сказав, что «Unknown Rooms — короткий альбом, но его девять песен передают и поддерживают свободно распространяющиеся страх и угрозу». В то время как Адриан Агасер из Tiny Mix Tapes поставил альбому четыре звезды, заявив следующее: «Это редкий альбом, Челси — самый тихий и красивый альбом Вулф на сегодняшний день, демонстрирующий уязвимость, которая одновременно доводит уровень комфорта слушателя до предела и искренне привлекает своей простотой. В отличие от прошлогоднего Apokalypsis, в котором были моменты анархической живости, повышенных движений и скоростей („Demons“), Unknown Rooms полностью построен на чистом отдыхе и негативном пространстве, нервирующем пространстве тишины».

## Список композиций
Слова и музыка всех песен — Челси Вулф (за исключением отмеченных).
| №                   | Название             | Текст песни         | Музыка                         | Длительность |
| ------------------- | -------------------- | ------------------- | ------------------------------ | ------------ |
| 1.                  | «Flatlands»          |                     |                                | 4:00         |
| 2.                  | «The Way We Used To» |                     |                                | 2:47         |
| 3.                  | «Spinning Centers»   |                     |                                | 3:09         |
| 4.                  | «Appalachia»         |                     |                                | 3:10         |
| 5.                  | «I Died with You»    |                     |                                | 0:32         |
| 6.                  | «Boyfriend»          | Карлос Рене Айала   | Карлос Рене Айала, Бен Чисхолм | 3:51         |
| 7.                  | «Our Work Was Good»  |                     |                                | 1:53         |
| 8.                  | «Hyper Oz»           |                     |                                | 2:33         |
| 9.                  | «Sunstorm»           |                     |                                | 2:55         |
| Общая длительность: | Общая длительность:  | Общая длительность: | Общая длительность:            | 24:50        |

| №                   | Название                    | Длительность |
| ------------------- | --------------------------- | ------------ |
| 10.                 | «Virginia Woolf Underwater» | 4:22         |
| 11.                 | «Gold»                      | 3:31         |
| Общая длительность: | Общая длительность:         | 32:48        |

## Участники записи
Группа Челси Вулф
- Челси Вулф — вокал, гитара, продюсер
- Бен Чисхолм — бэк-вокал, аналоговый синтезатор, пианино, барабаны, продюсер

Приглашённые музыканты
- Эзра Бухла — альт
- Андреа Кальдерон — скрипка
- Дэниел Дентон — бас-гитара
- Джере Вулф — гитара

## Чарты
| Чарт (2012 г.)            | Позиция в чарте |
| ------------------------- | --------------- |
| ( США) Folk Albums        | 24              |
| ( США) Heatseekers Albums | 35              |